# Brettnach
Brettnach je francouzská obec v departementu Moselle v regionu Grand Est. V roce 2013 zde žilo 459 obyvatel.

## Poloha
Sousední obce jsou: Alzing, Oberdorff, Téterchen, Tromborn, Valmunster, Vaudreching a Velving.

## Vývoj počtu obyvatel
Počet obyvatel